# Järvenpäänsuo-Hangassaari
Järvenpäänsuo-Hangassaari este o arie protejată (arie specială de conservare — SAC, sit de importanță comunitară — SCI) din Finlanda întinsă pe o suprafață de 158 ha, integral pe uscat.

## Localizare
Centrul sitului Järvenpäänsuo-Hangassaari este situat la coordonatele 60°48′08″N 27°52′43″E / 60.8022°N 27.8786°E.

## Înființare
Situl Järvenpäänsuo-Hangassaari a fost declarat sit de importanță comunitară în august 1998 pentru a proteja 1 specie de animale. Situl a fost protejat și ca arie specială de conservare în aprilie 2015.

## Biodiversitate
Situată în ecoregiunea boreală, aria protejată conține 5 habitate naturale: Lacuri și iazuri distrofice naturale, Turbării active, Mlaștini turboase de tranziție și turbării mișcătoare, Taiga vestică, Mlaștini împădurite.
La baza desemnării sitului se află o specie protejată de  mamifere: veveriță zburătoare siberiană (Pteromys volans).